# László Papp
László Papp (Budapeste, 25 de março de 1926 - Budapeste, 16 de outubro de 2003) foi um pugilista húngaro.
Ao ganhar as medalhas olímpicas de Londres (1948), Helsinki (1952) e Melbourne (1956), László tornou-se o primeiro pugilista a conquistar três ouros consecutivos.
Encerrou sua carreira no boxe sem nenhuma derrota sequer, sendo um dos poucos lutadores que encerraram suas carreiras invictos.